# Craspedosomatidea
Craspedosomatidea – podrząd wijów z gromady dwuparców
i rzędu Chordeumatida.
Tułów u dorosłych form tych dwuparców złożony jest z 26, 28, 29, 30 lub 31 pierścieni. Głowę cechuje obecność przedbródka w gnatochilarium. Gruczoły biodrowe występują w dziesiątej i jedenastej parze odnóży, a ta pierwsza zwykle nie jest zredukowana. Samce mogą mieć tylną parę gonopodów od przypominającej odnóża kroczne, przez zredukowaną aż po szczątkową. Telopodity tylnych gonopodów nie są nabrzmiałe i nie zawierają tkanki gruczołowej.
Takson ten wprowadzony został w 1895 przez Oratora Fullera Cooka. Nie są znane żadne synapomorfie tej grupy i obecnie służy za takson zbiorczy, oczekując dalszych badań i rewizji systematycznych. Należy tu około 580 opisanych gatunków, zgrupowanych w następujących nadrodzinach:
- Anthroleucosomatoidea Verhoeff 1899
- Brannerioidea Cook, 1896
- Cleidogonoidea Cook, 1896
- Craspedosomatoidea Gray in Jones, 1843
- Haaseoidea Attems, 1899
- Neoatractosomatoidea Verhoeff, 1901
- Verhoeffioidea Verhoeff, 1899